# Siniapkinski
Siniapkinski (en rus: Синяпкинский) és un poble (un khútor) de l'óblast de Volgograd, a Rússia, segons el cens del 2010 tenia 117 habitants.